# キングダムセンター
キングダムセンター（アラビア語: مركز المملكة,英語: Kingdom Centre）とはサウジアラビアの首都リヤドで最も高い超高層ビルである。高さは302メートル。

## 概要
キングダムセンターのオーナーはサウジアラビア王室サウード家のアル・ワリード王子のキングダム・ホールディング・カンパニーである。全プロジェクトの総事業費は約17億サウジアラビア・リヤルで、サウジアラビアBechtelによって施工された。キングダムセンターは2002年度のEmporis Skyscraper Awardを受賞し"Best new skyscraper of the year for design and functionality"に選ばれた。また、建物の東翼を占める三階建てのショッピングセンターはmajor design awardを受賞した。

ショッピングセンターの側にはフォーシーズンズホテルとstate-of-the-art apartmentsが入っている。また、リヤドを一望できる「スカイブリッジ」に昇ることが可能である。ショッピングモールには約160もの一流店舗が入店しており、女性専用階にはサウジアラビアでの公共の場所で着用することになっているアバヤ（ベール）を着用していない女性しか入れない。これは施設の規定で、この階にいる女性は顔を覆ってはならない事になっている為である。
建築家はScott Berryで、プロジェクトリーダーはEllerbe Becket。
2015年11月、パリ同時多発テロ事件への抗議と哀悼としてトリコロールの3色にライトアップした。